# 叶拉季马
叶拉季马（羅馬化：Yelatʹma）是俄罗斯梁赞州的市级镇、卡西莫夫区最大聚居地。地处梁赞州东北部，位于伏尔加河流域奥卡河左岸，在区行政中心卡西莫夫东23公里、州府梁赞东北约206公里处，靠近梁赞州与弗拉基米尔州的州界。
1381年首见于文献；原为城市，1926年撤销城市地位，降格为村；1958年设市级镇。该地2022年人口有2,873人；2010年人口3,511；2002年人口4,002；1989年人口4,559。